# Карифано-Мастралесио (Фођа)
Карифано-Мастралесио (итал. Carifano-Mastralessio) је насеље у Италији у округу Фођа, региону Апулија.
Према процени из 2011. у насељу је живело 240 становника. Насеље се налази на надморској висини од 662 м.